# 菲律賓—南非關係
菲律賓－南非關係，是指菲律賓共和國和南非共和國之間历史上与现代的雙邊關係。

## 政治交流
冷战期间，虽然菲律宾与南非皆奉行反共主义，同处于西方阵营，但南非因为实施种族隔离遭到联合国制裁及菲律宾的反对，两国并未建立邦交。
冷战结束后南非废除种族隔离制度，联合国也解除对南非的制裁，菲律賓和南非兩國更於1993年11月1日建交，此后双边关系友好顺利发展，并互设大使馆。现今两国也通过不結盟運動、77國集團等多個國際組織的合作交流加深了邦誼。。

## 人文交流
南非大約有1,890名菲律賓人，他們大多在服裝業、漁業、建筑业、包裝工業等行業工作，少數則為技术人员。其中，一些菲律賓人與南非人通婚，並遷到南非生活。
2007年2月，南非電視台於黃金時段播出了一部屢獲殊榮的菲律賓電影《安卡》，得到當地影評人的正面評價。

## 經貿關係
2002年，南非和菲律賓達成貿易協定，为双边经贸的进一步发展提供了法理依据。2004年，菲律賓和南非兩國之間的雙邊貿易總額达到89.357億美元；2009年，兩國雙邊貿易總額增加至149.723億美元，南非也成为菲律宾在非洲最大的贸易伙伴。菲律賓主要向南非出口玻璃容器、汽車配件等产品，而南非主要向菲律宾出口煙草廢料等产品。
| 菲律賓到南非的出口總額（美元） | 42.486億 | 35.129億 | 51.224億 | 106.004億 | 92.63億   | 92.149億  |
| 南非到菲律賓的出口總額（美元） | 42.486億 | 56.468億 | 40.453億 | 58.556億  | 59.174億  | 57.574億  |
| 雙邊貿易總額（美元）           | 89.357億 | 91.597億 | 91.677億 | 164.56億  | 151.804億 | 149.723億 |
| 來源：                         |          |          |          |           |           |           |